# Manon Pfrunder
Pour les articles homonymes, voir Pfrunder.
 (mars 2020).
Manon Pfrunder, née en 1988, est une comédienne et directrice de théâtre suisse. Elle a acquis une renommée internationale grâce à son rôle de Mira dans le long métrage primé L'Hirondelle du réalisateur syro-kurde Mano Khalil.

## Biographie
Manon Pfrunder a grandi à Schafisheim en Argovie et elle est diplômée de la Stiftschule d'Engelberg, école bénédictine privée de Suisse centrale. Au cours de la saison 2007-08, elle passe une année au Schauspielhaus de Zurich sous la direction d'Annette Raffalt. Elle a achevé son cursus à l'European Film Actor School de Zurich de 2008 à 2011,. À cette époque, elle a déjà acquis sa première expérience de mise en scène avec la comédie 2 nach Orff de Marcus Everding au Meyer's Theater de Zurich,.
Par la suite, Manon Pfrunder a travaillé à l'Académie des arts dramatiques Ernst Busch de Berlin, au port d'attache de Neukölln et à la Volksbühne Berlin, où elle a travaillé comme assistante invitée avec Frank Castorf et Sebastian Klink, entre autres. De 2016 à 2019, elle a travaillé au Schauspielhaus Zurich en tant que directrice adjointe, où elle était également régisseuse. Pendant ce temps, son propre travail de mise en scène comprend les pièces Abendlicht basées sur une histoire de Stephan Hermlin (saison 2017-18) et la saison suivante Der Reisen par Ulrich Alexander Boschwitz,.
En plus de son travail de théâtre, Manon Pfrunder travaille également comme actrice de cinéma depuis 2013. En 2016, elle réalise le long métrage L’hirondelle avec le réalisateur syro-kurde Mano Khalil, nommé pour le film d'ouverture des Journées cinématographiques de Soleure et pour le Prix de Soleure la même année,. Dans l'œuvre finalement primée, qui a également été nommée pour le Bern Film Award, Manon Pfrunder incarne pour la première fois le rôle principal d'un long métrage (Mira), ce qui la fait également connaître à l'international,,,.

## Productions (sélection)
- 2011-2012 : 2 nach Orff, Meyer's Theater, Zurich
- 2017-18 : Lumière du soir, Schauspielhaus Zurich
- 2018-19 : Le Voyageur, Schauspielhaus Zurich

## Filmographie
- 2013 : Stop Bath (court métrage)
- 2014 : Vaterjagd (téléfilm)
- 2016 : L'Hirondelle (long métrage)
- ? : Il y avait un feu qui brûlait en vous